# Fidena bicolor
Fidena bicolor är en tvåvingeart som beskrevs av Krober 1931. Fidena bicolor ingår i släktet Fidena och familjen bromsar.
Artens utbredningsområde är Costa Rica. Inga underarter finns listade i Catalogue of Life.